# Gay Times
Gay Times (estilizado em letras maiúsculas) é uma publicação britânica voltada ao público LGBTQ, iniciada em 1984. Originalmente publicada como uma revista para homens gays e bissexuais, a empresa agora inclui conteúdo para a comunidade LGBTQ em várias plataformas.
Gay Times Magazine é publicada no Reino Unido e nos Estados Unidos mensalmente e inclui entrevistas com celebridades, moda, notícias, recursos, música, cinema, estilo e viagens. Gay Times também possui um site online bem como canais de mídia social com o mesmo nome. O diretor-executivo da Gay Times é Tag Warner. Ele foi nomeado em janeiro de 2019.

## Publicação e conteúdo
Gay Times Magazine tem sido publicada mensalmente desde 1984. Gay Times é publicada pela Gay Times Ltd.

## Na cultura popular
No filme Beautiful Thing, de 1996, o roubo de uma cópia do Gay Times (número 200) feito por Jamie de uma agência de notícias para ele e Ste para encontrar locais gays para ir é um elemento-chave da trama.